# Eerste Kamerfractie
Een Eerste Kamerfractie bestaat uit één of meer leden van de Nederlandse Eerste Kamer die politiek en bestuurlijk gezamenlijk opereren, doorgaans omdat ze lid zijn van één politieke partij en bij de laatst gehouden verkiezingen uitkwamen op één kieslijst.
De Kieswet kent echter geen fracties. Als een Kamerlid besluit om alleen verder te gaan, dus zonder de fractie of partij, kan hem of haar niets in de weg worden gelegd.
Tot de grondwetswijziging van 1983 was in de Nederlandse Grondwet vastgelegd dat een Nederlandse volksvertegenwoordiger werd gekozen zonder last of ruggespraak.